# Belfagor le Magnifique
Pour plus de détails, voir Fiche technique et Distribution.
Belfagor le Magnifique (L'arcidiavolo) est un film italien réalisé par Ettore Scola, sorti en 1966.

## Synopsis
1486 . Le pape Innocent VIII et Laurent de Médicis décident de signer la paix après huit années d'hostilité qui les ont opposés lors de la première phase des guerres d' Italie . L'enfer, dirigé par Belzébuth, est ébranlé et craint pour son destin ; c'est pourquoi il a été décidé d'envoyer le plus grand archidiable Belfagor sur Terre, le faisant prendre une forme humaine et lui laissant dix jours pour faire entrer les deux États en guerre. .
Arrivé en Italie, Belfagor contraint au suicide Franceschetto Cybo, le fils du pape, destiné à épouser la fille de Laurent de Médicis, après l'avoir ruiné aux cartes et prend son identité. Ce faisant, il se présenta à la cour des Médicis et, au moment de célébrer son mariage avec Maddalena de Medicis, provoqua un nouvel état de guerre en refusant de se marier avec la fille du "Magnifico".
Depuis le début, Belfagor est accompagné par Adramalek, un diable retors et facétieux que lui seul peut voir. Contrairement à Belfagor, le diable est incapable d'aimer et, depuis le début, dans l'ancienne Florence, il a froid. Pour son esprit diabolique, Belfagor va même jusqu'à menacer la virginité de Maddalena, qui lui répond en lui envoyant les gardes de son père qui l'emprisonnent.
Echappé de prisons, l'archidiable force Maddalena à se montrer nue devant le peuple florentin qui s'est précipitée sous le palais, mais la jeune fille parvient à nouveau à le jouer et à le faire emprisonner. Belzébuth est irrité par la lenteur avec laquelle Belfagor s'acquitte de sa tâche et par l'amour sincère qu'il éprouve pour Maddalena, puis décide de le priver de ses pouvoirs démoniaques au moment même où il est condamné au bûcher
Seule l'intervention providentielle de Maddalena et de Laurent de Médicis, convaincue de l'innocence de l'homme, le sauve d'une mort certaine et lui permet une vie heureuse sur la terre. Adramalek retourne en enfer, tandis que Belfagor reste au sol avec Maddalena.

## Fiche technique
- Titre : Belfagor le Magnifique
- Autre titre : Le Diable amoureux
- Titre original : L'arcidiavolo
- Réalisation : Ettore Scola
- Scénario : Ettore Scola et Ruggero Maccari d'après Belfagor arcidiavolo de Nicolas Machiavel
- Production : Fair Film
- Musique : Armando Trovajoli
- Photographie : Aldo Tonti
- Montage : Marcello Malvestito
- Décors : Luciano Ricceri
- Costumes : Maurizio Chiari
- Pays de production : Italie
- Format : Couleurs - 2,35:1 - Mono - 35 mm
- Genre : Comédie, fantastique
- Durée : 103 minutes
- Dates de sortie : 
  - Italie : 1966
  - France : 20 décembre 1978

## Distribution
- Vittorio Gassman : Belfagor
- Mickey Rooney : Adramalek
- Claudine Auger : Madeleine (Maddalena)
- Hélène Chanel : Clarice Orsini
- Paolo Di Credico : Le Cardinal Giovanni de Medicis
- Gabriele Ferzetti : Laurent (Lorenzo) de Medicis
- Annabella Incontrera : Lucrezia
- Giorgia Moll : la femme de l'aristocrate (déguisée en garçon)
- Liana Orfei : Olimpia, la femme de l'aubergiste
- Luigi Vannucchi : Le Prince Franceschetto Cybo
- Ettore Manni : Gianfigliazzo, capitaine des gardes
- Milena Vukotic : une suivante de Madeleine
- Elena Fabrizi : une suivante de Madeleine
- Ugo Fangareggi : biographe de Lorenzo de Médicis

## Autour du film
- Dans le film figure le personnage de Jérôme Savonarole, prédicateur fanatique, mais il n’était pas encore à Florence à l’époque des faits relatés, qui ne se dérouleront que quatre ans plus tard.
- Dans la scène où Belfagor et Adramelek sont dans l'atelier de Léonard de Vinci, ils s'arrêtent devant un dessin de la Cène, œuvre qui ne sera exécuté à Milan que quelques années plus tard (1494-1498). En outre, Belfagor affirme ne connaître qu'un seul des apôtres, Judas, et le souligne alors qu'en réalité, le personnage indiqué est Thomas.
- Vittorio Gassman, qui fut un excellent joueur de football dans sa prime jeunesse, a une scène où il enchaîne avec virtuosité plusieurs passes très techniques en présence de Laurent le Magnifique, les dames de la cour commentant que ce jeu n'est qu'une toquade passagère et sans avenir. Ce n'est que partiellement un anachronisme, une forme de jeu de balle au pied, le calcio fiorentino existait déjà dans l'Italie de la Renaissance.
- L'impressionnant décor de l'enfer (séquences d'ouverture) n'a pas été tourné en studio mais dans les gorges de l'Alcantara en Sicile. La scène du bûcher a été tournée sur la grand'place de la bourgade perchée de Montepulciano dont le palais communal est assez semblable au Palazzo Vecchio de Florence. Sur ce même lieu a été tourné l'épisode final de la série télévisée Twilight zone